# Geron meigeni
Geron meigeni är en tvåvingeart som beskrevs av Greathead 2001. Geron meigeni ingår i släktet Geron och familjen svävflugor. Inga underarter finns listade i Catalogue of Life.